# 莲花镇 (厦门市)
莲花镇是中国福建省厦门市同安区下辖的一个镇。

## 行政区划
莲花镇共辖19个行政村，分别是：
莲花村、后埔村村、蔗内村、内田村、上陵村、军营村、淡溪村、白交祠村、西坑村、罗溪村、尾林村、水洋村、小坪村、澳溪村、云埔村、云洋村、窑市村、溪东村、美埔村。